# Салменега (Белуно)
Салменега (итал. Salmenega) је насеље у Италији у округу Белуно, региону Венето.
Према процени из 2011. у насељу је живело 39 становника. Насеље се налази на надморској висини од 276 м.